# Sonifikace dat
Sonifikace dat je název pro doménu, metodu, stejně jako výsledný produkt převodu dat do akustických vln, tedy zvuku. Jedná se o jednu z metod tzv. perceptualizace, což je proces zprostředkování zaznamenaných (ať už zpracovaných či nezpracovaných) dat do formy lépe vnímatelné lidskými smysly, kam patří i vizualizace dat či např. datové sochy. V nejjednodušší definici se jedná o „reprezentaci vztahů mezi daty pomocí vztahů zvukových“.

## Historie
Sonifikace je poměrně mladou a dosud relativně nezavedenou disciplínou o jejíž historii, stejně jako přínosu (viz níže), se vede diskuze. Za historicky první aplikaci sonifikace je občas uváděn vynález stetoskopu coby nástroje pro poslech srdce.  Řečeno terminologií sonifikace, data o srdečním rytmu, tj. frekvence coby počet akcí za určitý čas, jsou přenášená stetoskopem, který na výstupu přenáší slyšitelné zvuky srdce o určité hlasitosti (amplitudy) a rytmu. Za skutečný milník je považovan výzkum seismologa Sheridana Speetha, který použil sonifikaci na ozvučení seismologických vln.
Mezi další milníky patří setkání skupiny odborníku v Santa Fe v roce 1992 na popud Gregory Kramera. Zde byl taktéž iniciován vznik mezinárodní konference ICAD, jež se v pravidelném intervalu koná dodnes. Neméně důležité bylo vydání stěžejního dokumentu The Sonification Report, a publikací An Introduction to auditory display a The Sonification Handbook.

## Využití
O konkrétním přínosu sonifikace se vedou diskuze a její aplikace je předmětem mnoha experimentů, jež jsou dostupné např. v archivu ICAD. Oblasti aplikace lze obecně rozdělit na funkční a expresivní odpovídající polaritě vědy a umění. Mezi umělci se metoda uchytila a jako experimentální až avantgardní metodu se ji ve své kompozici věnují například skladatelé David Worall, Carla Scaletti a Gregory Kramer.
Za zájem vědy vděčí sonifikace především možnosti zobrazovat data tam, kde je zvuk zaneprázdněn jinde, či tam, kde se můžu uplatnit práce s časovou doménou. Mezi nejčastější využití pak patří oznamování událostí (jako např. při interakci s počítačem), monitorování stavu a procesu, či vývoj asistivních technologií pro zrakově postižené. Co se vědeckého využití týče, jejímu přijmutí za validní metodu ovšem brání mimo jiné její neucelená teorie a preciznost. Thomas Hermann proto přišel s pěti podmínkami, které je nutno splnit, aby byla sonifikace považována za vědeckou:
1. Zvuk reprezentuje objektivní vlastnosti nebo vztahy ve vstupních datech.
2. Transformace je systematická. Musí být přítomná přesný popis transformace.
3. Sonifikace je reprodukovatelná. Při použití stejných dat a interakce musíme dosáhnout stejného výstupu.
4. Systém je použitelný opakovaně na stejná i jiná data.

Sonifikace dat je někdy vnímána jako potenciální pomocník při zpracování velmi velkých objemů dat, fenoménu big data. Ačkoliv se její využití zde může zdát slibné, nejedná se o instantní řešení, které by dokázaly bezproblémově zobrazit hledané vzorce.

## Metody
Za dobu existence sonifikace bylo navrženo mnoho metod, jakými data sonifikovat. Držíme-li si jednoduchého schématu data – funkce – zvuk, bude volba metody záviset na typu dat, a jejich atributech jako rozsah hodnot, kvantita či počet dimenzí, na způsobu zobrazení, tedy zda chceme zobrazovat událost nebo proces, a také na zvolených zvukových prostředcích. V zásadě nejčastějšími metodami jsou:
- Earcony
- Auditory ikony
- Audifikace
- Sonifikace mapováním parametrů
- Sonifikace na základě modelu

Často se přitom jedná o převedení, které umožňuje data vnímat v jiné souvislosti či znatelně odlišné formě. To znamená následující: vrátíme-li se zpět ke stetoskopu, je zde problematický způsob převodu, neboť se v tomto případě jedná v zásadě o zesílení, nikoliv o manipulaci ve smyslu transformace. Vztah amplitud akcí srdce zůstává stejný a stejně tak rytmus na časovém aspektu. Srovnejme tento příklad se zvukovými parkovacími senzory. Zde se jedná už o převod prostorových dat představující volný prostor, do časového parametru v podobě intervalu a délky tónu pípání. 
Takové přisuzování akustických aspektů k datovým hodnotám se nazývá mapování. V závislosti na počtu entit na jedné nebo druhé straně schématu data – funkce – zvuk, můžeme rozlišovat mapování jeden-jeden, jeden-mnoho a mnoho – jeden. Konkrétní volba počtu a typu parametrů jak na straně dat, tak zvuku, je předmětem designu, který musí zohledňovat nejen funkční hledisko, ale taktéž estetické, které je nedílnou součástí a nelze ji od čistě funkčního pohledu oddělit.